# 코라토

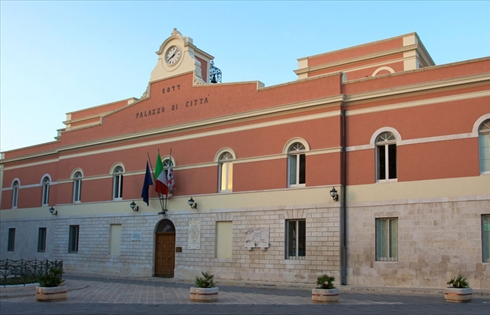
시청

코라토(이탈리아어: Corato)는 이탈리아 풀리아주 바리현의 도시이다. 인구는 2015년 기준으로 48,298명이다.